# Liste der Schlösser und Palais in Breslau
Die Liste der Stadtschlösser und Palais in Breslau umfasst bestehende Stadtschlösser und Stadtpalais in der polnischen Stadt Breslau.

## Stadtschlösser und Palais
| Name                                  | Baujahr   | Baustil         | Zustand                 | Bild |
| ------------------------------------- | --------- | --------------- | ----------------------- | ---- |
| Dominselburg Breslau                  | um 1000   | Vorromanik      | Nicht erhalten          |      |
| Burg Breslau                          | nach 1200 | Gotik           | Rekonstruiert           |      |
| Kaiserschloss Breslau                 | nach 1200 | Gotik           | Nicht erhalten          |      |
| Leśnica-Palais                        | 1132      | Barock          | Umgestaltet             |      |
| Erzbischofpalast                      | vor 1300  | Barock          | Rekonstruiert           |      |
| Bischofpalast                         | 1732      | Barock          | Rekonstruiert           |      |
| Palais Hatzfeld                       | 1308      | Barock          | Teilweise rekonstruiert |      |
| Königsschloss                         | 1719      | Barock          | Rekonstruiert           |      |
| Palais der Herzöge von Oppeln         | vor 1400  | Neoklassizismus | Umgestaltet             |      |
| Palais der Herzöge von Liegnitz-Brieg | vor 1467  | Neoklassizismus | Umgestaltet             |      |
| Leipziger-Palais                      | 1874      | Neoklassizismus | Erhalten                |      |
| Oppersdorff-Palais                    | 1725      | Barock          | Rekonstruiert           |      |
| Ballestrem-Palais                     | 1899      | Neogotik        | Erhalten                |      |
| Korn-Palais                           | 1891      | Neorenaissance  | Erhalten                |      |
| Schaffgotsch-Palais                   | 1890      | Neorenaissance  | Rekonstruiert           |      |
| Wallenberg-Pachaly-Palais             | 1785      | Klassizismus    | Erhalten                |      |